# عائلة أبيض وأسود (مسلسل)
عائلة أبيض وأسود هو مسلسل كوميدي كويتي من تأليف حامد حنفي وإخراج حسن إبراهيم العرض الأول 6 نوفمبر 2002

## الفنانين المشاركين
- غانم الصالح
- انتصار الشراح
- محمد العجيمي
- منى شداد
- أحمد السلمان
- إلهام الفضالة
- خليفة خليفوه
- سماح
- ناصر كرماني
- فيصل العميري
- حسن إبراهيم